# Dølen
Dølen est un ancien hebdomadaire littéraire norvégien diffusé de 1858 à 1870.

## Biographie
Dølen est fondé en 1858 par Aasmund Olavsson Vinje. Sa première édition est datée du 10 octobre 1858. Il paraît chaque semaine, mais sa publication est stoppée à plusieurs reprises. Le dernier numéro paraît le 24 novembre 1870. Vinje meurt le 30 juillet 1870.
Plusieurs œuvres littéraires de Vinje sont d'abord publiées dans le magazine. Vinje y écrit aussi des articles de voyage et des commentaires éditoriaux sur la littérature, la langue et la politique. Il rédige aussi des essais philosophiques pour le magazine. Avec Dølen, Vinje participe au développement du nynorsk, une variante rurale de la langue norvégienne.  
Un fac-similé du magazine est publié de 1970 à 1973.